# Friedensdemonstration im Bonner Hofgarten 1981

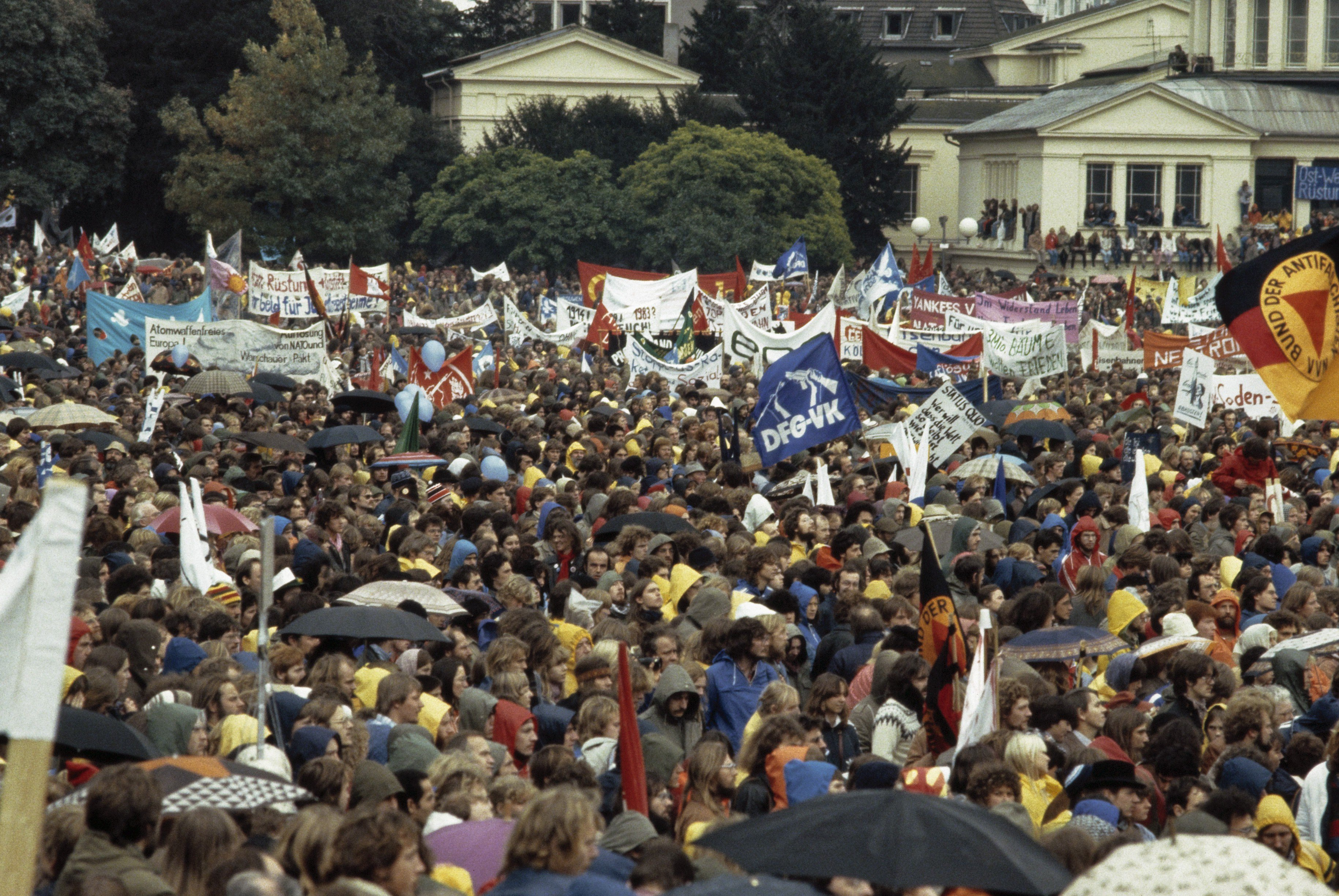
Friedensdemonstration am 10. Oktober 1981

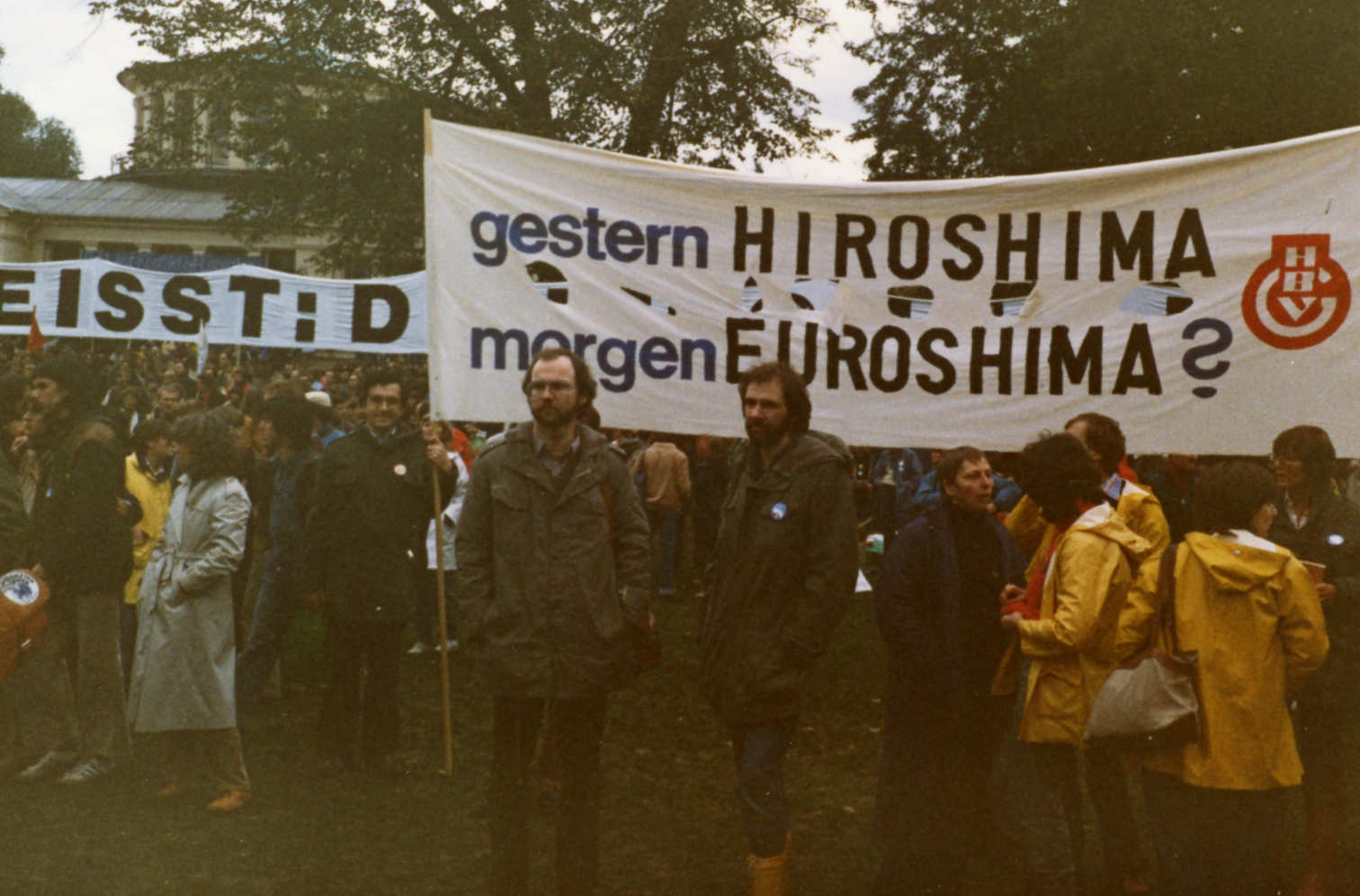
Friedensdemonstration mit Gewerkschaftern am 10. Oktober 1981

Die Friedensdemonstration im Bonner Hofgarten am 10. Oktober 1981 stand unter dem Motto Gegen die atomare Bedrohung gemeinsam vorgehen. Ihre Abschlusskundgebung fand im Hofgarten in Bonn, dem damaligen Regierungssitz der Bundesrepublik Deutschland statt. Etwa 300.000 Menschen nahmen daran teil, um unter anderem gegen den NATO-Doppelbeschluss zu protestieren. Zu den Rednern zählten Heinrich Albertz, Heinrich Böll, Erhard Eppler, Petra Kelly und Coretta Scott King. Sie bildete den Auftakt zu den drei Großdemonstrationen der westdeutschen Friedensbewegung in den Jahren 1981 bis 1983.

## Veranstalter und Vorbereitung
Veranstalter waren die Aktion Sühnezeichen Friedensdienste und die Aktionsgemeinschaft Dienst für den Frieden. Dazu kamen über 800 weitere Organisationen, die den Aufruf zur Demonstration unterstützt hatten. Konzept und Aufruf wurden im Juni 1981 entwickelt, zunächst bei einem Vorbereitungstreffen in Duisburg, an dem Vertreter der Aktion Sühnezeichen/Friedensdienste (namentlich Volkmar Deile), der Aktionsgemeinschaft Dienst für den Frieden, des Interkirchlichen Friedensrates (Interkerkelijk Vredesberaad, IKV) der Niederlande, des Komitees für Frieden, Abrüstung und Zusammenarbeit und der niederländischen Bewegung „Stop de neutronenbom“ teilnahmen. In schwierigen Diskussionen am Rande des 19. Deutschen Evangelischen Kirchentages in Hamburg im Juni 1981 entstand der Aufruf zur Demonstration, den Ben ter Veer, Vorsitzender des Interkirchlichen Friedensrates der Niederlande, bei der Friedenskundgebung am 19. Juni 1981 in Hamburg erstmals verlas. Die Bonner Demonstration sollte den Auftakt zu einer Reihe weiterer Friedensdemonstrationen in europäischen Hauptstädten bilden. Eine davon fand am 20. Oktober 1981 in Brüssel statt.

## Aufruf
Der Aufruf zur Demonstration begann mit der Situationsbeschreibung:
„Die 80er Jahre werden mehr und mehr zum gefährlichsten Jahrzehnt in der Geschichte der Menschheit. Ein 3. Weltkrieg wird aufgrund der weltweiten Aufrüstung immer wahrscheinlicher.“
Der Aufruf formulierte vier Forderungen:
- gegen neue Atomwaffen in Europa
- Die NATO-Länder sollten ihre Zustimmung zur Stationierung neuer Mittelstreckenraketen (dem sogenannten NATO-Doppelbeschluss) zurückziehen, um den „Weg für die Verringerung der Atomwaffen in West- und Osteuropa“ zu öffnen.
- ein atomwaffenfreies Europa
- für Abrüstung und eine Fortsetzung der Entspannungspolitik.

Über den zweiten Forderungspunkt gab es im Juni 1981 zwischen den Friedensgruppen heftige Diskussionen, da die christlich geprägten Gruppen ASF und AGDF einseitige Abrüstungsschritte des Westens befürworteten, während andere Gruppen aus dem Umfeld des Bundesverbandes Bürgerinitiativen Umweltschutz und der Grünen eine gleichzeitige Abrüstung in West und Ost forderten. Die gefundene Formulierung stellte einen Kompromiss dar.

## Kritik im Vorfeld
Der Bundesvorstand des Deutschen Gewerkschaftsbundes verbot im August 1981 seinen Unterorganisationen, zur Teilnahme an der Demonstration aufzurufen. Georg Benz, Vorstandsmitglied der IG Metall, der als Redner aufgetreten war, musste sich von seinem Vorsitzenden Eugen Loderer scharf rügen lassen.
Bundeskanzler Helmut Schmidt kritisierte im September die Sozialdemokraten Erhard Eppler und Oskar Lafontaine, die auf der Bonner Kundgebung sprechen wollten. Das Nachrichtenmagazin Der Spiegel meldete am 21. September 1981, Schmidt erwäge einen Unvereinbarkeitsbeschluss der SPD gegen Mitglieder, die auf der Kundgebung sprechen wollten. Dies wurde jedoch von Regierungssprecher Kurt Becker dementiert. Allerdings verstießen die Arbeitsgemeinschaft sozialdemokratischer Frauen und die Jungsozialisten durch ihre Unterschriften unter dem Aufruf zur Friedensdemonstration formell gegen einen seit 1972 geltenden Unvereinbarkeitsbeschluss der SPD, der SPD-Mitgliedern gemeinsame Aktionen mit der Deutschen Kommunistischen Partei verbot.
Am Vortag der Demonstration beantragte die CDU/CSU im Bundestag, die Friedensdemonstration als „gegen die Sicherheitsinteressen der Bundesrepublik“ gerichtet zu verurteilen. Friedrich Zimmermann und Oppositionsführer Helmut Kohl begründeten den Antrag u. a. damit, dass die Veranstaltung „eindeutig dem Interesse Moskaus“ diene und dass Teile der SPD dort eine „Volksfront“ mit Kommunisten bildeten. Willy Brandt und Bundeskanzler Helmut Schmidt sprachen gegen den Antrag, der schließlich mit den Stimmen von SPD und FDP abgelehnt wurde. Brandt sagte, das Grundrecht auf freie Meinungsäußerung und auf friedliche Demonstration stehe nicht zur Disposition des Bundestages. Schmidt verteidigte den NATO-Doppelbeschluss mit dem Ziel einer „Null-Lösung“, und die Mehrheit des Bundestages bekräftigte diese Position.
Da es im September 1981 bei einer Demonstration gegen den Besuch des US-Außenministers Alexander Haig in Berlin (West) zu Krawallen gekommen war, äußerte Verteidigungsminister Hans Apel die Befürchtung, die Bonner Demonstranten könnten das Verteidigungsministerium auf der Bonner Hardthöhe angreifen.

## Ablauf, Redner, Auftritte
Die Demonstranten reisten überwiegend mit Sonderzügen an. Es gab fünf Auftaktkundgebungen: an der Nordbrücke, in Bonn-Beuel, auf der Josefshöhe, am Schlachthof und am Südfriedhof. Von dort zogen die Demonstranten in Sternmärschen zum Hofgarten.
Bei den Auftaktkundgebungen sprachen u. a. Emil Carlebach, Helmut Gollwitzer, Klaus Mannhardt, Gunnar Matthiessen, Willi Piecyk, Alexander Schubart, Dorothee Sölle, Werner Stürmann sowie Vertreter amerikanischer, australischer, britischer, dänischer, französischer und norwegischer Friedensgruppen. Es traten u. a. Dietrich Kittner und die Gruppe Zupfgeigenhansel auf.
Bei der Abschlusskundgebung sprachen in dieser Reihenfolge: Heinrich Albertz, Alfred Mechtersheimer, Greetje Witte-Rang (Niederlande), Randall Forsberg (USA), Nino Pasti (Italien), Coretta Scott King (USA), Georg Benz, Erhard Eppler, William Borm, Thomas Heubeck, Robert Jungk, Helmut Ridder, Petra Kelly, Gert Bastian, Uta Ranke-Heinemann und Heinrich Böll. Böll hielt die Hauptrede. Martin Niemöller musste aus gesundheitlichen Gründen absagen; seine Rede wurde vorgelesen.
Im Kulturprogramm traten u. a. auf: Harry Belafonte, die Bots, der Chor Kölner Gewerkschafter, Franz Josef Degenhardt, Angi Domdey, Perry Friedman, Fasia Jansen, Otmar Leist und Hannes Wader. Volkmar Deile und Gabi Scherle waren die Moderatoren.
In seinem Brokdorf-Beschluss nannte das Bundesverfassungsgericht die Friedensdemonstration als positives Beispiel für die friedliche Durchführung einer Großdemonstration, an dem sich Behörden im Vorfeld anderer Großdemonstrationen orientieren sollten.